# Еріх фон Фалькенгайн
Еріх фон Фалькенгайн (нім. Erich von Falkenhayn; 11 вересня 1861 — 8 квітня 1922) — німецький державний і політичний діяч, воєначальник Прусської армії, генерал від інфантерії Німецької імперської армії. Військовий міністр (1913–1914) та начальник Генерального штабу Німецької імперії (1914–1916). Учасник придушення боксерського повстання (1899–1901) та Першої світової війни (1914–1918).

## Біографія
Народився в дворянській сім'ї у тоді пруському Бург-Бельгау, неподалік від сучасного міста Грудзьондз у Польщі. Обрав собі військову кар'єру, у 1896—1903 роках служив у Китаї, був свідком повстання боксерів. Згодом служив в Брауншвейгу, Меці та Магдебурзі, служив на все вищих посадах.
У 1913 році Фалькенгайн став військовим міністром Пруссії. 14 вересня 1914 року Фалькенгайн став начальником польового генерального штабу. За його ініціативою було розпочато наступ на Верден з метою примусити Францію до якнайшвидшого укладення миру. Бої під Верденом, які почалися 21 лютого 1916 року та закінчилися лише воосени того ж року, не виправдали надій Фалькенгайна: навпаки, німецька армія зазнала під Верденом жорстокої поразки і понесла величезні трати.
На інших фронтах дії Фалькенгайна мали більший успіх. Так, в період з травня по вересень 1915 року під його керівництвом здійснили вдалий наступ на російському фронті, а з жовтня по грудень того ж року по власноруч виробленому плану була завойована спочатку Сербія, а потім й Чорногорія.
29 серпня 1916 року через Брусиловський прорив російської армії Фалькенгайн був зміщений з поста начальника Генерального штабу. Його наступником став Пауль фон Гінденбург. Фалькенгайн, призначений командувачем 9-ї армії, керував походом на Румунію і 6 грудня взяв Бухарест. З березня 1918 року Фалькенгайн командував 10-ю армією. У 1919 році вийшов у відставку і останні роки життя провів у палаці Ліндштедт в Потсдамі. Похований на Борнштедтському кладовищі.

## Звання
- Другий лейтенант (17 квітня 1880)
- Перший лейтенант (21 вересня 1889)
- Гауптман (25 березня 1893)
- Майор (25 березня 1899)
- Оберстлейтенант (15 вересня 1905)
- Оберст (18 травня 1908)
- Генерал-майор (22 квітня 1912)
- Генерал-лейтенант (7 липня 1913)
- Генерал піхоти (20 січня 1915)
- Генерал-фельдмаршал Османської армії (9 липня 1917)

## Нагороди
- Столітня медаль
- Хрест «За вислугу років» (Пруссія)
- Залізний хрест 2-го і 1-го класу
- Орден Корони (Пруссія)
  - 3-го класу
  - 2-го класу з мечами на кільці
- Королівський орден дому Гогенцоллернів, лицарський хрест з мечами
- Військовий орден Святого Генріха, лицарський хрест
- Pour le Mérite з дубовим листям
  - орден (16 лютого 1915)
  - дубове листя (3 червня 1915)
- Орден Червоного орла, великий хрест
- Орден Чорного орла (12 травня 1915)
- Військовий орден Максиміліана Йозефа, командорський хрест
- Орден «За військові заслуги» (Баварія), великий хрест з мечами
- Велика золота медаль «За військові заслуги» (Австро-Угорщина)
- Почесний шеф піхотного полку Німецького ордена № 152
- Почесний доктор філософії Берлінського університету

## Мемуари
- Die oberste Heeresleitung, 1914 1916, in ihren wichtigsten Entschließungen (1920);
- Der Feldzug der 9. Armee gegen die Rumänen und Russen, 1916/17 (1921);
- Фалькенхайн Э. Верховное командование 1914–1916 в его важнейших решениях [Архівовано 14 липня 2014 у Wayback Machine.].